# Skiff A féminin aux Jeux paralympiques d'été de 2008
Navigation
Londres 2012
L'épreuve du skiff A féminin aux Jeux paralympiques d'été de 2008 se déroulent du 9 au 11 septembre 2008 au parc aquatique olympique de Shunyi, en Chine.

## Organisation

### Programme
| Date         | Heure   | Tour        |
| ------------ | ------- | ----------- |
| 9 septembre  | 15 h 00 | Série 1     |
| 9 septembre  | 15 h 20 | Série 2     |
| 10 septembre | 15 h 00 | Repêchage 1 |
| 10 septembre | 15 h 20 | Repêchage 2 |
| 11 septembre | 15 h 00 | Finale B    |
| 11 septembre | 16 h 20 | Finale A    |

## Résultats détaillés

### Séries
| Rang | Couloir | Rameur             | Pays            | Temps         | Notes |
| ---- | ------- | ------------------ | --------------- | ------------- | ----- |
| 1    |         | Helene Raynsford   | Grande-Bretagne | 5 min 38 s 44 | QA    |
| 2    |         | Liudmila Vauchok   | Biélorussie     | 5 min 45 s 51 | R     |
| 3    |         | Martyna Snopek     | Pologne         | 6 min 5 s 13  | R     |
| 4    |         | Pascale Bercovitch | Israël          | 6 min 12 s 32 | R     |
| 5    |         | Lee Jong Rye       | Corée du Sud    | 6 min 24 s 04 | R     |
| 6    |         | Cho Ping           | Hong Kong       | 6 min 38 s 46 | R     |

| Rang | Couloir | Rameur               | Pays       | Temps         | Notes |
| ---- | ------- | -------------------- | ---------- | ------------- | ----- |
| 1    |         | Laura Schwanger      | États-Unis | 6 min 1 s 78  | QA    |
| 2    |         | Zhang Jinhong        | Chine      | 6 min 11 s 02 | R     |
| 3    |         | Svitlana Kupriianova | Ukraine    | 6 min 13 s 49 | R     |
| 4    |         | Cláudia Santos       | Brésil     | 6 min 14 s 76 | R     |
| 5    |         | Agnese Moro          | Italie     | 6 min 26 s 38 | R     |
| 6    |         | Filomena Franco      | Portugal   | 7 min 31 s 90 | R     |

### Repêchages
| Rang | Couloir | Rameur               | Pays        | Temps         | Notes |
| ---- | ------- | -------------------- | ----------- | ------------- | ----- |
| 1    |         | Liudmila Vauchok     | Biélorussie | 6 min 22 s 26 | QA    |
| 2    |         | Svitlana Kupriianova | Ukraine     | 6 min 28 s 44 | QA    |
| 3    |         | Agnese Moro          | Italie      | 7 min 1 s 36  | QB    |
| 4    |         | Pascale Bercovitch   | Israël      | 7 min 6 s 20  | QB    |
| 5    |         | Cho Ping             | Hong Kong   | 7 min 34 s 64 | QB    |

| Rang | Couloir | Rameur          | Pays         | Temps         | Notes |
| ---- | ------- | --------------- | ------------ | ------------- | ----- |
| 1    |         | Zhang Jinhong   | Chine        | 6 min 43 s 78 | QA    |
| 2    |         | Cláudia Santos  | Brésil       | 6 min 57 s 12 | QA    |
| 3    |         | Martyna Snopek  | Pologne      | 7 min 0 s 71  | QB    |
| 4    |         | Lee Jong Rye    | Corée du Sud | 7 min 15 s 70 | QB    |
| 5    |         | Filomena Franco | Portugal     | 8 min 29 s 90 | QB    |

### Finales
| Rang                                   | Couloir | Rameur               | Pays            | Temps         | Notes |
| -------------------------------------- | ------- | -------------------- | --------------- | ------------- | ----- |
| Médaille d'or, Jeux paralympiques      |         | Helene Raynsford     | Grande-Bretagne | 6 min 12 s 93 |       |
| Médaille d'argent, Jeux paralympiques  |         | Liudmila Vauchok     | Biélorussie     | 6 min 25 s 44 |       |
| Médaille de bronze, Jeux paralympiques |         | Laura Schwanger      | États-Unis      | 6 min 35 s 07 |       |
| 4                                      |         | Svitlana Kupriianova | Ukraine         | 6 min 40 s 04 |       |
| 5                                      |         | Zhang Jinhong        | Chine           | 6 min 40 s 81 |       |
| 6                                      |         | Cláudia Santos       | Brésil          | 6 min 54 s 76 |       |

| Rang | Couloir | Rameur             | Pays         | Temps         | Notes |
| ---- | ------- | ------------------ | ------------ | ------------- | ----- |
| 1    |         | Agnese Moro        | Italie       | 7 min 1 s 24  |       |
| 2    |         | Pascale Bercovitch | Israël       | 7 min 2 s 43  |       |
| 3    |         | Lee Jong Rye       | Corée du Sud | 7 min 11 s 48 |       |
| 4    |         | Cho Ping           | Hong Kong    | 7 min 41 s 06 |       |
| 5    |         | Filomena Franco    | Portugal     | 8 min 4 s 89  |       |
| 6    |         | Martyna Snopek     | Pologne      | DNS           |       |